# Stadionul Flacăra
Stadionul Flacăra este un stadion multifuncțional din Moreni, județul Dâmbovița, România. În prezent, este folosit mai ales pentru meciuri de fotbal și este terenul echipei locale de fotbal Flacăra Moreni. Capacitatea nominală este de 10.000 de locuri, însă cea reală este considerabil mai mică. Cifra oficială datează de dinaintea instalării scaunelor în zona de sud și include ambele peluze, care sunt acum parțial inutilizabile.
Stadionul a fost construit în 1922, renovat în 1973, apoi în anii 1980 și din nou în 2015. A găzduit pe 27 septembrie 1989, partida din Cupa UEFA dintre Flacăra Moreni și FC Porto, meci la care au asistat 10.000 de spectatori.